# Čchien-lung
Čchien-lung (čínsky 乾隆 pchin-jin Qiánlōng) (25. září 1711 – 7. února 1799) byl pátý císař mandžuské Dynastie Čching a čtvrtý císař této dynastie, který vládl nad Čínou. Byl čtvrtým synem svého předchůdce císaře Jung-čenga.

## Vláda
Čchien-lung vládl od 18. září 1735 do 9. února 1796. Jeho vláda skončila abdikací ve prospěch jeho syna Ťia-čchinga. Důvodem abdikace byla úcta k předkům – nechtěl vládnout déle, než jeho děd císař Kchang-si. I přes svou rezignaci Čchien-lung držel skutečnou moc až do své smrti v únoru 1799.
Na počátku Čchien-lungovy vlády pokračovala doba prosperity Čchingské říše. V důsledku jeho konzervatismu a sinocentrismu však započala ke konci jeho vlády doba úpadku.